# Grímsstaðir
Grímsstaðir est une localité islandaise de la municipalité de Norðurþing située au nord de l'île, dans la région de Norðurland eystra.